# Scrophularia badakhshanica
Scrophularia badakhshanica är en flenörtsväxtart som beskrevs av J. Grau. Scrophularia badakhshanica ingår i släktet flenörter, och familjen flenörtsväxter. Inga underarter finns listade i Catalogue of Life.